# Sông Virgin
Sông Virgin là một phụ lưu của sông Colorado ở bang của Mỹ Utah, Nevada và Arizona. Con sông này dài khoảng 162 dặm (261 km). Nó đã được chỉ định con sông hoang dã và cảnh quan đầu tiên tại Utah trong năm 2009, trong lễ kỷ niệm trăm năm của vườn quốc gia Zion.
Con sông được đặt tên theo Thomas Virgin, một thành viên của một đoàn người Mỹ đầu tiên nhìn thấy nó, đoàn này do Jedediah Smith dẫn đầu năm 1826. Smith đặt tên nó là "sông Adams", theo tên tổng thống John Quincy Adams, nhưng nhà thám hiểm và nhà bản đồ sau này John C. Fremont đã đặt tên con sông này như tên hiện tại của nó. Sau khi cả nhóm Smith đã xuôi dòng sông này đi đến California, Thomas Trinh đã bị thương trong một cuộc tấn công bởi những người Mohave trong cuộc vượt qua sa mạc Mojave.